# Visage (Album)
Visage ist das Debütalbum der gleichnamigen britischen Popband Visage. Es wurde in den Genetic Sound Studios in Reading aufgenommen, in den Mayfair Studios in London abgemischt und von Polygram am 10. November 1980 veröffentlicht. Das Album erreichte Platz 13 der britischen Charts und erhielt im März 1981 eine Silberne Schallplatte von der British Phonographic Industry. Beim Bundesverband der Phonographischen Wirtschaft wurde 1981 eine Goldene Schallplatte registriert. Das bekannteste Stück des Albums ist die Hitsingle Fade to Grey. Die Single gilt als Hymne der frühen 1980er Modewelle New Romantic.

## Entstehungsgeschichte
Unzufrieden mit der musikalischen Ausrichtung von Rich Kids suchten der Schlagzeuger Rusty Egan und der Gitarrist und Sänger Midge Ure nach Möglichkeiten, von Kraftwerk und David Bowie beeinflusste elektronische Popmusik zu machen. Egan war DJ im Londoner Club Billy’s und veranstaltete dort dienstags den Clubabend A Club for Heroes (nach dem Song von David Bowie: We could be heroes, just for one day). Türsteher des Billy’s war Steve Strange, der mit dem Frontmann der Rich Kids, Glen Matlock befreundet war. Die drei gründeten das Steve Strange Project. Ure, der bereits in der erfolgreichen britischen Band Slik den Nummer-eins-Hit Forever and Ever gesungen hatte, gab dem musikalisch eher unerfahrenen Strange als Frontmann und Sänger des Projektes Gesangsunterricht. Als Trio nahmen sie zunächst mit ungenutzten Studiozeiten der aufgelösten Rich Kids mehrere Demos auf; unter anderem eine Coverversion des Titels In the Year 2525 von Zager and Evans, die auf der Compilation Fade to Grey – The Singles Collection 1983 veröffentlicht wurde.
Im Laufe des Jahres 1979 kamen die Bandmitglieder Barry Adamson, John McGeoch und Dave Formula von der Band Magazine hinzu, sowie zuletzt Billy Currie, Keyboarder und Violinist bei Ultravox und Tourkeyboarder bei Gary Numan. Das wegen der Verpflichtungen der Mitglieder in anderen Bands als reines Studioprojekt geplante Sextett (Adamson galt nicht als vollwertiges Mitglied) gab sich den Namen Visage und unterschrieb einen Plattenvertrag bei Radar Records. Die Bedeutung des Namens Visage (französisch für „Gesicht“) stand laut Strange aber auch für Visual Age (englisch für „Zeitalter der Visualität“) und unterstrich damit die Wurzeln im Glam-Rock. Diese Sichtweise wird zudem auf dem neunten Stück des Albums, Visa-age, konkretisiert. Strange betrachtete sich in Interviews als Anhänger dieses Cult with no Name (dieses Kultes ohne Namen), den die Presse häufig als Futurists oder einfach nur als Blitz Kids (Kinder aus dem Blitz) bezeichnete.
Die erste Single Tar, eine geistreiche Veralberung auf die Tabakindustrie, veröffentlichte die Band im September 1979. Die Musik und Basissequenz der zweiten Single Fade to Grey wurde von Billy Currie und Chris Payne während der Soundchecks auf der Pleasure-Principle-Tournee von Gary Numan im Sommer 1979 geschrieben. Midge Ure steuerte den Text bei, Egans frankophone Freundin Brigitte sang das «devenir gris» und die französischen Textzeilen ein. Zeitgleich mit der Single Fade to Grey wurde das Album veröffentlicht.
Der Schlagzeuglehrer von Egan, Richard James Burgess von der Band Landscape, programmierte am Fairlight für einige Songs auf dem Debütalbum Soundsamples. Burgess, neben Peter Gabriel ein Pionier beim Samplen von Musik mit dem Fairlight, prägte auch den Begriff New Romantic und produzierte die beiden ersten Studioalben der New-Romantic-Band Spandau Ballet.
Visage wurde im noch im Aufbau befindlichen Genetic Sound Studio von Martin Rushent in Reading (Berkshire) eingespielt und im Mayfair Sound Studio in London von John Hudson abgemischt. Die Single Fade to Grey wurde 1981 ein weltweiter Clubhit und stieg in 21 Ländern an die Chartspitze (darunter sieben Wochen auf Platz eins in Deutschland) und erhielt in Deutschland eine Goldene Schallplatte. Mit der Single Mind of a Toy folgte im März 1981 ein weiterer Hit.

## Titelliste
1. Visage – 3:53
2. Blocks on Blocks – 4:00
3. The Dancer (Ure, Egan) – 3:40
4. Tar – 3:32
5. Fade to Grey (Currie, Ure, Payne) – 4:00
6. Malpaso Man – 4:14
7. Mind of a Toy – 4:28
8. Moon Over Moscow – 4:00
9. Visa-age – 4:18
10. The Steps – 3:14

## Singles
| Jahr | Titel                    | Höchstplatzierung, Gesamtwochen, AuszeichnungChartplatzierungen (Jahr, Titel, Platzierungen, Wochen, Auszeichnungen, Anmerkungen) | Höchstplatzierung, Gesamtwochen, AuszeichnungChartplatzierungen (Jahr, Titel, Platzierungen, Wochen, Auszeichnungen, Anmerkungen) | Höchstplatzierung, Gesamtwochen, AuszeichnungChartplatzierungen (Jahr, Titel, Platzierungen, Wochen, Auszeichnungen, Anmerkungen) | Höchstplatzierung, Gesamtwochen, AuszeichnungChartplatzierungen (Jahr, Titel, Platzierungen, Wochen, Auszeichnungen, Anmerkungen) | Höchstplatzierung, Gesamtwochen, AuszeichnungChartplatzierungen (Jahr, Titel, Platzierungen, Wochen, Auszeichnungen, Anmerkungen) | Anmerkungen                      |
| Jahr | Titel                    | DE | AT | CH | UK | US | Anmerkungen                      |
| ---- | ------------------------ | --- | --- | --- | --- | --- | -------------------------------- |
| 1979 | Tar / Frequency 7        | — | — | — | — | — | Veröffentlichung: September 1979 |
| 1980 | Fade to Grey / The Steps | DE1 (30 Wo.)DE | AT3 (16 Wo.)AT | CH1 (12 Wo.)CH | UK8 (15 Wo.)UK | — | Veröffentlichung: November 1980  |
| 1981 | Mind of a Toy / We Move  | DE10 (19 Wo.)DE | — | — | UK13 (8 Wo.)UK | — | Veröffentlichung: März 1981      |
| 1981 | Visage / Second Steps    | DE41 (6 Wo.)DE | — | — | UK21 (7 Wo.)UK | — | Veröffentlichung: Juni 1981      |

grau schraffiert: keine Chartdaten aus diesem Jahr verfügbar
Alle Singles wurden auch als Maxisingles (12") veröffentlicht. Die Musikstücke wurden dazu remixed und meist verlängert. Die Maxisingles nannten als Titelzusatz beispielsweise Dance Mix oder Extended Version.
Fade to Grey wurde 1993 zur Verkaufsförderung der als Fade to Grey – The Best of Visage (auf CD) wiederveröffentlichten Compilation Fade to Grey – The Singles Collection von 1983 (auf Vinyl) in der Originalversion und sechs Remix-Versionen (unter anderem Bassheads 12" Dub) erneut veröffentlicht und erreichte in Großbritannien Platz 39.

## Rezeption
Das zeitgenössische Magazin TrouserPress attestierte dem Debüt „jederzeit tanzbare und packende Songs“. Auch in der Retrospektive bewertet TrouserPress die „solide Musikalität“ des Albums gepaart „mit reichlich Humor und musikalischen Wortspielen“.
Dan LeRoy von Allmusic sieht dieses Album als den Startschuss für die musikalischen Ambitionen der ansonsten eher als Modebewegung bekannten New Romantics, die zuvor in der Presse als Blitz-Kids oder als Cult With no Name tituliert wurden. LeRoy sieht in dem Album eine Mischung aus der „gespenstischen Stimmung von Fade to Grey“ und „kraftstrotzendem und tanzbarem Rock“.
Simon Reynolds nennt die Szene um das Blitz „die Speerspitze eines allgemeinen Trends innerhalb der Popkultur zurück zu Fantasie und Alltagsflucht“. Er sieht in der Musik des Albums etwas Gedämpftes, bisweilen fast Gedrücktes und schreibt dem Gesang Strange’s „eine übersinnliche Traurigkeit“ zu.
Der kommerzielle Erfolg des Albums im Frühjahr 1981 fand fast zeitgleich mit dem kommerziellen Erfolg des Albums Vienna von Ultravox statt. Ure hatte durch den Kontakt mit Currie bei Visage den bei Ultravox ausgestiegenen Frontmann John Foxx als Sänger und Gitarrist ersetzt. Frappierend und möglicherweise nicht zufällig ist, dass beide Albentitel mit sechs Buchstaben gleich lang sind und mit „VI“ beginnen. Auch die Schriftzüge für den jeweiligen Bandnamen ähneln einander.

## Kommerzieller Erfolg

### Chartplatzierungen
| ChartsChartplatzierungen       | Höchstplatzierung | Wochen |
| ------------------------------ | ----------------- | ------ |
| Deutschland (GfK)              | 1 (34 Wo.)        | 34     |
| Österreich (Ö3)                | 11 (10 Wo.)       | 10     |
| Vereinigte Staaten (Billboard) | 178 (4 Wo.)       | 4      |
| Vereinigtes Königreich (OCC)   | 13 (29 Wo.)       | 29     |

| ChartsJahrescharts (1981) | Platzierung |
| ------------------------- | ----------- |
| Deutschland (GfK)         | 9           |

### Auszeichnungen für Musikverkäufe
| Land/Region                  | Auszeichnungen für Musikverkäufe (Land/Region, Auszeichnung, Verkäufe) | Verkäufe |
| ---------------------------- | ---------------------------------------------------------------------- | -------- |
| Deutschland (BVMI)           | Gold                                                                   | 250.000  |
| Frankreich (SNEP)            | Gold                                                                   | 100.000  |
| Vereinigtes Königreich (BPI) | Silber                                                                 | 60.000   |
| Insgesamt                    | 1× Silber · 2× Gold ·                                                  | 410.000  |